# Hŭngnam
Hŭngnam ist eine Hafenstadt in Nordkorea mit 346.082 Einwohnern. Sie ist Industriestadt, Verkehrsknoten und ein Kulturzentrum mit Hochschulen, Theater und Museen.

## Geografie

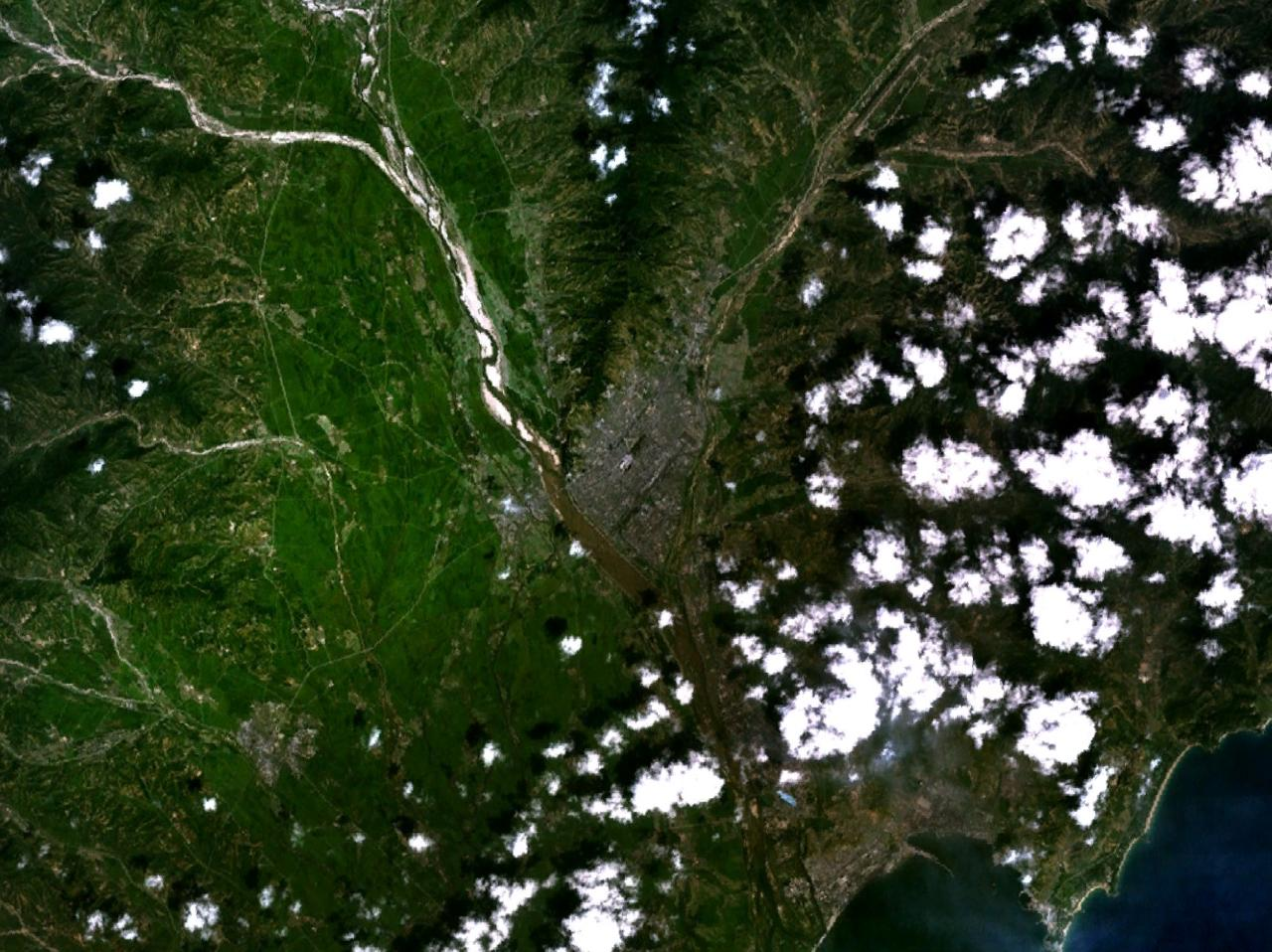
Satellitenaufnahme der Hafenstadt Hŭngnam, nördlich davon liegt Hamhŭng

Hŭngnam liegt an der östlichen Küste der Provinz Hamgyŏng-namdo, am Japanischen Meer, etwa 13 Kilometer südlich von der Stadt Hamhŭng entfernt.
Obwohl die Stadt 2005 politisch nach Hamhŭng eingemeindet wurde, bildet sie geografisch ein eigenständiges städtisches Siedlungsgebiet.

## Geschichte
Während der frühen 1940er Jahre stand in Hŭngnam Asiens erstes bekanntes Zyklotron. Es wurde als Teil des erfolglosen japanischen Kernwaffenprogramms konstruiert. Nach der Kapitulation von Japan 1945 übernahm das sowjetische Militär den Teilchenbeschleuniger.
Als Folge der Schlacht um das Chosin-Reservoir während des Koreakrieges gelang es den kommunistischen Verbänden unter schweren Verlusten, die UN-Truppen im Dezember 1950 zurückzuwerfen; diese zogen sich auf den Brückenkopf von Hŭngnam zurück. Über den Hafen der Stadt fand eine der größten Evakuierungen von UN-Truppen und nordkoreanischen Zivilisten während des Koreakrieges statt. Ungefähr 100.000 Soldaten und Material sowie 100.000 Zivilisten wurden über mehrere Wochen bis Weihnachten 1950 auf zahlreiche Handelsschiffe und Militärtransporte geladen, und zur Sicherheit nach Busan und anderen Bestimmungsorten in Südkorea transportiert.
2005 wurde die Stadt Hŭngnam (Hŭngnam-si) als Hŭngnam-kuyŏk Teil der Stadt Hamhŭng.

## Wirtschaft und Infrastruktur
In der Stadt befinden sich Betriebe der Aluminiumverarbeitung, des Maschinenbaus, der Textil- und der chemischen Industrie. Das Vinalon-Werk „8. Februar“ ist eines der größeren Unternehmen. Hŭngnam ist Standort eines großen Düngemittelkomplexes, der angeblich auch benutzt worden ist, um chemische Waffen herzustellen.
Rund um Hŭngnam befinden sich eine Reihe von Kohlenminen und auch eine nukleare Energieanlage.
Die Stadt ist Sitz des Hungnam Chemical Engineering College und beherbergt mehrere Fachschulen sowie Bibliotheken.